# Kongregace malých sester chudých
Kongregace malých sester chudých či jen malé sestry chudých (francouzsky Petites sœurs des pauvres) je římskokatolický ženský řád.

## Historie

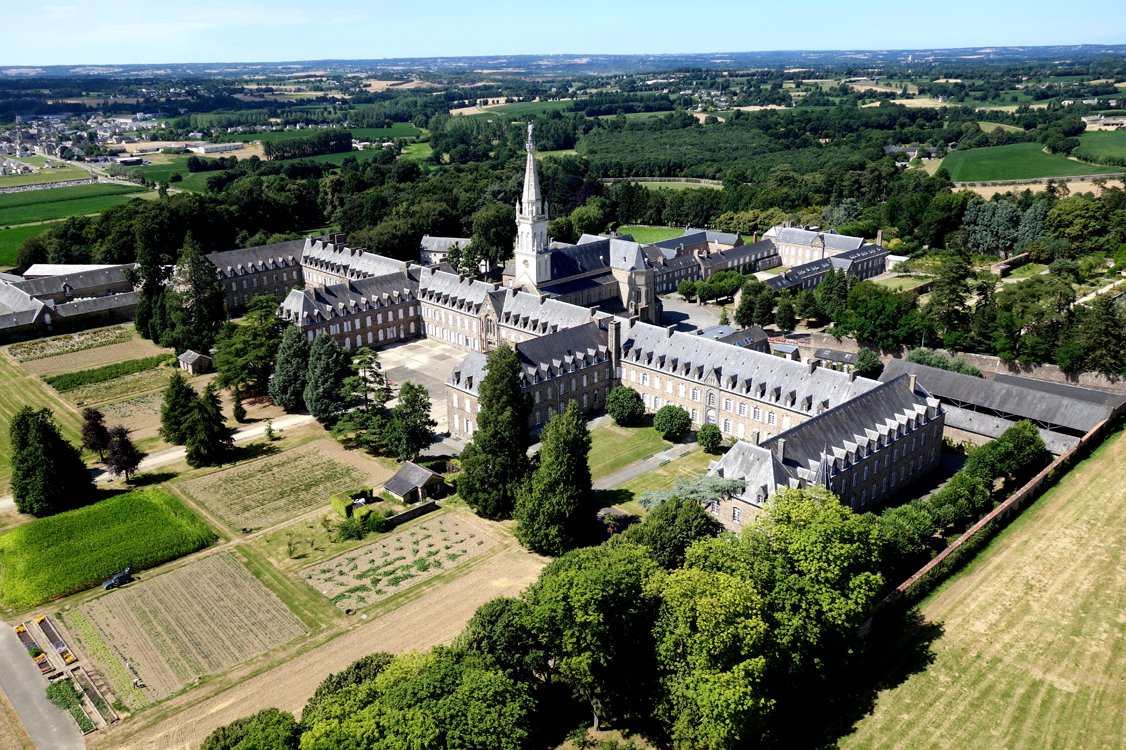
Klášter Saint-Pern, mateřinec řádu

Řád byl založen v roce 1839 v Saint-Servanu poblíž Saint-Malo svatou Jeanne Juganovou (1792–1879). V roce 1852 se řád stal biskupským a 1. března 1879 byl uznán papežem Lvem XIII.
V roce 2005 bylo více než 3000 sester zapojeno do sociální a charitativní práce ve 32 zemích na pěti kontinentech. Ve 208 řádových domech pečují sestry o staré a nemajetné lidi. Tyto domy jsou otevřené všem lidem bez ohledu na náboženské vyznání a kulturu.
Charitativní organizace sestry Jeanne Juganové, založena 5. září 1998, má více než 1900 členů po celém světě.